# اس‌اس استرن
اس‌اس استرن (به انگلیسی: SS Eastern) یک کشتی بود که طول آن ۴۷۵ فوت (۱۴۵ متر) بود. این کشتی در سال ۱۹۴۴ ساخته شد.